# 平良辰雄
平良辰雄（1892年4月6日—1969年7月26日），沖繩政治人物。他支持「復歸日本」運動。
出生於沖繩縣國頭郡大宜味村。他於第八高等學校退學後，進入沖繩縣廳工作，歷任八重山支廳長、振興計劃課長。太平洋戰爭期間，擔任大政翼贊會沖繩縣支部壯年團長。沖繩島戰役後，當選田井等市（今屬名護市）市長，後於1950年9月當選沖繩群島知事。同年10月31日，他與兼次佐一等人創立沖繩社會大眾黨，自任委員長。
平良辰雄於1952年3月2日舉行的第一次琉球政府立法院議員總選舉中當選議員，主張「復歸日本」運動。辭去議員職務後，他全力投入「復歸日本」運動。